# 雷米·阿布格拉尔
雷米·阿布格拉尔（法語：Rémi Abgrall，1961年6月1日—）是一位法国数学家。

## 生平
1961年出生于法国梅斯，1985年获得圣克卢高等师范学校的学士学位，1987年获得巴黎六大（英語：Pierre and Marie Curie University）的博士学位，之后在ONERA和Inria担任研究科学家，1996-2013年波尔多大学任职教授，2014年起任苏黎世大学教授，研究领域为计算流体力学。

## 荣誉
2001年获得法国科学院布莱斯-帕斯卡奖，2008年获得欧洲研究委员会CORDIS项目资助，同时，他是法兰西大学学院的名誉会员。2022年当选为美国工业与应用数学学会会士。